# أودري جان باتيست
أودري جان باتيست هي منافسة ألعاب القوى كندية، ولدت في 15 يوليو 1991 في مونتريال في كندا.

## وصلات خارجية
- أودري جان باتيست على موقع الاتحاد الدولي لألعاب القوى (الإنجليزية)
- أودري جان باتيست على موقع الاتحاد الكندي لألعاب القوى (الإنجليزية)
- أودري جان باتيست على موقع اتحاد ألعاب الكومنولث (مؤرشف) (الإنجليزية)